# Norway (Indiana)
Norway est une census-designated place située dans le comté de White, dans l’État de l'Indiana, aux États-Unis. Lors du recensement de 2020, elle compte 327 habitants.